# Mourla
Mourla est une localité du Cameroun située dans la commune de Maga, le département du Mayo-Danay et la Région de l'Extrême-Nord, à proximité de la frontière avec le Tchad.

## Population
En 1967, la localité comptait 1 802 habitants, principalement Mousgoum.
Lors du recensement de 2005, on y a dénombré 5 393 personnes.